# میسلیدیس گونسالس
میسلیدیس گونسالس (اسپانیایی: Misleydis González‎؛ زادهٔ ۱۹ ژوئن ۱۹۷۸) پرتاب‌گر وزنه اهل کوبا است.